# Al Martino
Al Martino, vlastním jménem Alfred Cini, (7. října 1927 Filadelfie, Pensylvánie, USA – 13. října 2009 Springfield, Pensylvánie) byl americký zpěvák a herec italského původu. Mezi jeho nejznámější filmové písně patří ústřední píseň z oscarového filmu Francise Forda Coppoly Kmotr, kde si sám zahrál postavu Johnyho Fontany.
V 50. a 60. letech patřil mezi nejpopulárnější zpěváky v žánru pop music, který byl znám zejména pro svůj přednes sentimentálních písní a balad.